# Galeosoma pluripunctatum
Galeosoma pluripunctatum là một loài nhện trong họ Idiopidae.
Loài này thuộc chi Galeosoma. Galeosoma pluripunctatum được J. Hewitt miêu tả năm 1919.